# فالنغو دو فوغا
فالنغو دو فوغا (بالبرتغالية: Valongo do Vouga‏) هي freguesia of Portugal تقع في البرتغال في أجويدا. يقدر عدد سكانها بـ 4,877 نسمة ومساحتها 43.7 كم2 .